# ベアトリス・ド・プロヴァンス
ベアトリス・ド・プロヴァンス（仏：Béatrice de Provence, 1229年頃 - 1267年9月23日）は、プロヴァンス女伯（在位：1245年 - 1267年）、シチリア王カルロ1世（シャルル・ダンジュー）の最初の妃。イタリア語名はベアトリーチェ・ディ・プロヴェンツァ（Beatrice di Provenza）。
プロヴァンス伯レーモン・ベランジェ4世（アラゴン王アルフォンソ2世の孫）の末娘で、姉にフランス王ルイ9世の妃マルグリット、イングランド王ヘンリー3世の妃エレオノール、ヘンリーの弟コーンウォール伯リチャードの妃サンシーがいる。

## 子女
1246年に、姉の夫ルイ9世の弟であるアンジュー伯シャルル（後のシチリア王）と結婚した。2人の間には4男3女が生まれた。
- ルイ（ルイージ、1248年）
- ブランシュ（ブランカ、1250年 - 1269年） - フランドル伯ロベール3世と結婚
- ベアトリス（ベアトリーチェ、1252年 - 1275年） - 最後のラテン皇帝ボードゥアン2世ド・クルトネーの息子フィリップ・ド・クルトネーと結婚
- シャルル2世（カルロ2世、1254年 - 1309年） - ナポリ王
- フィリップ（フィリッポ、1256年 - 1277年） - アカイア公、イザベル・ド・ヴィルアルドゥアンと結婚
- ロベール（ロベルト、1258年 - 1265年）
- エリザベートまたはイザベル（イザベッラ、1261年 - 1300年頃） - ハンガリー王ラースロー4世と結婚